# Юшка, Ромуальдас Зигмович
Ромуа́льдас Зи́гмович Юшка́ (лит. Romualdas Juška; 2 января 1942 (по документам; фактически — 26 декабря 1941), Кведарна, Шилальский район, Литовская ССР, СССР) — советский футболист, нападающий, игравший за «Жальгирис» и другие советские клубы. Мастер спорта СССР с 1969 года. Известный судья, проведший 147 матчей в высшей лиге чемпионата СССР, арбитр ФИФА с 1979 года, инспектор Федерации футбола Литвы.

## Карьера футболиста

### Начало карьеры и «Жальгирис»
Родившийся в Шилальском районе Литовской ССР Ромуальдас Юшка свою футбольную карьеру начал в соседней Клайпеде — в команде «Балтия». В команде молодой футболист провёл три года (один раз став серебряным призёром чемпионата Литовской ССР), пока не был замечен и получил приглашение в главный футбольный клуб республики — «Жальгирис» (Вильнюс), который играл в высшей лиге чемпионата СССР — в классе А.
В чемпионате 1962 года в классе А Жальгирис занял последнее, 22 место. В новой команде Юшка дебютировал в 7 туре, 6 июня 1962 года в домашнем матче с «Локомотивом» (Москва), закончившимся нулевой ничьей. Во втором тайме Юшка вышел на поле вместо опытного Бейноравичюса. Всего на поле в том сезоне Юшка выходил ещё 4 раза, и лишь однажды провёл матч полностью, в основном выступая в составе команды дублеров.
В 1963 году «Жальгирис» продолжил свои выступления во второй группе класса «А». Первый сезон после вылета был не очень удачным: 14-е место из 18 участников. Ромуальдас принял участие в 22 матчах, в которых забил 6 голов, став третьим бомбардиром команды. Следующий сезон был более успешным и для команды, и для нападающего. «Жальгирис» занял 5-е место, а забивший 20 голов в 38 матчах Юшка стал не только лучшим бомбардиром команды, но и лиги (вместе с нападающим «Черноморца» Василием Москаленко).
В чемпионате 1965 года «Жальгирис» снова откатился назад — 10-е место. Юшка в 42 играх забил всего 8 голов (больше него забивали трое его одноклубников) и был вынужден покинуть команду для службы в армии. Его отправили во Львов, в местный СКА, в 1965 году выигравший класс «Б» и получивший право играть во второй группе класса «А».

### Львов, Москва, Харьков
Новая команда Юшки успешно дебютировала во второй группе класса «А» сходу заняв третье место во второй подгруппе. Ромуальдас был основным игроком этой команды и принял участие в 29 матчах, в которых забил 5 голов. В следующем году он успел провести 17 матче за СКА и получил приглашение в ЦСКА.
В ЦСКА нападающий дебютировал 15 августа 1967 года в домашнем матче с «Крыльями Советов», закончившимся нулевой ничьей. За команду в классе «А» Юшка провёл ещё 7 матчей (все начинал в основном составе), в которых ему ни разу не удалось отличиться. Именно в Москве Ромуальдас мог выиграть свой первый серьёзный трофей. В финальном матче за кубок СССР, он вышел на поле вместо Анатолия Масляева на 66 минуте при счете 2:0 в пользу «Динамо» (Москва), однако ход игры ему переломить не удалось и матч закончился победой «Динамо» 3:0. По окончании сезона он перешёл в «Металлист» (Харьков).
В Харьков Юшка пришёл вместе с другими армейцами: Виталием Поляковым и Аркадием Пановым, по словам последнего не без его участия. В том же сезоне «Металлист» также пополнил защитник, московский динамовец Александр Малявкин. Команда нацеливалась на выход в первую группу класса «А». Однако «Металлист» занял лишь второе место в своей подгруппе, отстав на 6 очков от «Судостроителя» из Николаева. Ромуальдас провёл в том сезоне 33 матча, в которых забил 11 голов, став лучшим бомбардиром команды.
Юшка стал одним из ключевых игроков команды. Его партнер, Аркадий Панов, характеризовал Ромуальдаса как футболиста с хорошей техникой, высокой стартовой скоростью, прекрасно поставленным ударом. Он стал одним из любимцев местной публики. В 1969 году «Металлист» занял третье место в своей группе, а Юшка снова стал лучшим бомбардиром команды, забив 10 голов в 33 матчах. По окончании сезона нападающий возвращается в Литву, в «Жальгирис».

### Возвращение в «Жальгирис» и окончание карьеры
В «Жальгирис» Юшка провёл ещё два сезона. Команда не блистала: в 1970 году — 10 место, в 1971 — 20-е во второй по значимости лиге СССР. Однако для Ромуальдаса всё складывалось успешнее: в 1970 он стал лучшим бомбардиром команды с 10 голами и получил приз лучшего футболиста Литвы. В сезоне 1971 года Юшка играл за команду лишь в первой половине сезона, после чего перешёл в Вильнюсскую команду «Пажанга». С новой командой он в 1971 году выиграл чемпионат и кубок Литовской ССР, а в 1972 году занял второе место. В 1973 году Юшка закончил карьеру игрока.

## Карьера судьи
По окончании карьеры футболиста Юшка стал уделять внимание судейству. 30 декабря 1975 года получил всесоюзную категорию и начал привлекаться к матчам высшей лиги. 16 апреля 1975 года он дебютирует в качестве судьи в высшем дивизионе советского футбола. Юшка вместе с Кестутисом Андузюлисом и Ионасом Мулёлисом обслуживал матч ЦСКА — «Шахтёр» (Донецк), закончившийся 1:0 в пользу хозяев поля. Всего за 15 лет судейства (Юшка продолжал обслуживать матчи высшей лиги до 1989 года) он провёл 147 матчей высшей лиги СССР. Четырежды Юшка входил в число лучших судей сезона (в 1980, 1987, 1988, 1989 годах). 
Юшка стал первый советским судьёй, принимавшим участие в финальной части чемпионатов Европы. Он обслуживал матч Евро-84 ФРГ — Португалия, закончившийся вничью 0:0. Судья показал лишь одну жёлтую карточку — Жайме Пашеку. Через 10 дней Юшка судил финал кубка СССР 1984 года между «Динамо» (Москва) и «Зенитом», закончившийся победой «Динамо» 2:0 (судья показал 4 желтые карточки). Всего Юшка судил около 40 международных встреч, среди которых также два отборочных матча к Евро-84, матч финальной части чемпионат мира среди молодежи 1983 года и другие.
К судейской работе Ромуальдас привлекался и после обретения Литвой независимости. Он обслуживал 5 матчей чемпионата Литвы среди женщин в сезоне 1994/95 и финал кубка Литвы среди женщин осенью 1995. По состоянию на 2010 год Ромуальдас Юшка являлся инспектором Федерации футбола Литвы.

## Достижения
- Финалист Кубка СССР — 1967
- Лучший футболист Литвы — 1970
- Победитель чемпионата Литовской ССР — 1971
- Обладатель кубка Литовской ССР — 1971
- Серебряный призёр чемпионата Литовской ССР (2) — 1961, 1972

## Статистика выступлений футболиста
| Клуб              | Сезон        | Чемпионат | Чемпионат | Кубок | Кубок | Европа/Другое | Европа/Другое | Всего | Всего |
| Клуб              | Сезон        | Матчи     | Голы      | Матчи | Голы  | Матчи         | Голы          | Матчи | Голы  |
| ----------------- | ------------ | --------- | --------- | ----- | ----- | ------------- | ------------- | ----- | ----- |
| Балтия (Клайпеда) | 1959         | ?         | ?         | ?     | ?     | 0             | 0             | ?     | ?     |
| Балтия (Клайпеда) | 1960         | ?         | ?         | ?     | ?     | 0             | 0             | ?     | ?     |
| Балтия (Клайпеда) | 1961         | ?         | ?         | ?     | ?     | 0             | 0             | ?     | ?     |
| Балтия (Клайпеда) | За всё время | ?         | ?         | ?     | ?     | 0             | 0             | ?     | ?     |
| Жальгирис         | 1962         | 5         | 0         | ?     | ?     | 0             | 0             | ?     | ?     |
| Жальгирис         | 1963         | 22        | 6         | ?     | ?     | 0             | 0             | ?     | ?     |
| Жальгирис         | 1964         | 38        | 20        | ?     | ?     | 0             | 0             | ?     | ?     |
| Жальгирис         | 1965         | 42        | 8         | ?     | ?     | 0             | 0             | ?     | ?     |
| Жальгирис         | За всё время | 107       | 34        | ?     | ?     | 0             | 0             | ?     | ?     |
| СКА (Львов)       | 1966         | 29        | 5         | ?     | ?     | 0             | 0             | ?     | ?     |
| СКА (Львов)       | 1967         | 17        | 0         | ?     | ?     | 0             | 0             | ?     | ?     |
| СКА (Львов)       | За всё время | 46        | 5         | ?     | ?     | 0             | 0             | ?     | ?     |
| ЦСКА (Москва)     | 1967         | 8         | 0         | 4     | 0     | ?             | ?             | 12    | 0     |
| Металлист         | 1968         | 33        | 11        | 2     | 0     | 0             | 0             | 35    | 11    |
| Металлист         | 1969         | 33        | 10        | ?     | 0     | 0             | 0             | ?     | 10    |
| Металлист         | За всё время | 66        | 21        | ?     | 0     | 0             | 0             | ?     | 68    |
| Жальгирис         | 1970         | 41        | 10        | ?     | ?     | 0             | 0             | ?     | ?     |
| Жальгирис         | 1971         | 18        | 1         | ?     | ?     | 0             | 0             | ?     | ?     |
| Жальгирис         | За всё время | 59        | 11        | ?     | ?     | 0             | 0             | ?     | ?     |
| Пажанга (Вильнюс) | 1971         | ?         | ?         | ?     | ?     | 0             | 0             | ?     | ?     |
| Пажанга (Вильнюс) | 1972         | ?         | ?         | ?     | ?     | 0             | 0             | ?     | ?     |
| Пажанга (Вильнюс) | 1973         | ?         | ?         | ?     | ?     | 0             | 0             | ?     | ?     |
| Пажанга (Вильнюс) | За всё время | ?         | ?         | ?     | ?     | 0             | 0             | ?     | ?     |
| За всё время      | За всё время | 286+      | 71+       | ?     | ?     | ?             | ?             | ?     | ?     |